# منتخب مصر لكأس فيد
منتخب مصر لكأس فيد هو ممثل مصر الرسمي في كرة المضرب في كأس فيد.